# Eridontomerus isosomatis
Eridontomerus isosomatis är en stekelart som först beskrevs av Riley 1882.  Eridontomerus isosomatis ingår i släktet Eridontomerus och familjen gallglanssteklar. Inga underarter finns listade i Catalogue of Life.